# Al-Audża
Al-Audża (arab. العوجا) – wieś w północnym Iraku oddalona o 13 kilometrów na południe od Tikritu.
Jest to miejsce narodzin byłego prezydenta Iraku Saddama Husajna. Również w tej miejscowości były iracki prezydent Saddam został pochowany 31 grudnia 2006, w niecałą dobę po wykonaniu kary śmierci przez powieszenie za zbrodnie przeciwko ludzkości.